# 肖恩·丁沃爾
肖恩·丁沃爾（英語：Shaun Dingwall，1972年3月24日—），英國男演員，生於倫敦。知名於電視劇《超時空奇俠》（2005年至2006年）中飾演的彼得·泰勒一角。其他作品如電視劇《絕對嫌疑》（2009年至2012年）、《上層男孩》（2019年至2022年）、《醫界狂人》（2013年）和電影《永遠的小熊維尼》（2017年）。

## 外部連結
- 肖恩·丁沃爾在互联网电影资料库（IMDb）上的資料（英文）